# Clara Barker
Clara Michelle Barker je britská inženýrka a materiálová vědkyně. V roce 2017 obdržela od úřadu britského premiéra ocenění Points of Light za svou dobrovolnickou činnost zaměřenou na zvyšování povědomí o problematice leseb, gayů, bisexuálů a transrodových lidí, díky čemuž se stala významným vzorem pro LGBT+ komunitu. 

## Kariéra a výzkum
Barkerová dokončila svou disertační práci na téma povlakování tenkých vrstev na Manchester Metropolitan University. Poté čtyři roky zastávala postdoktorskou pozici ve Švýcarských federálních laboratořích pro vědu a technologii materiálů (EMPA) ve Švýcarsku, než přešla na Oxfordskou univerzitu, kde vede Centrum pro aplikovanou supravodivost v rámci katedry materiálů. Je také předsedkyní univerzitní LGBT+ poradní skupiny.

## Obhajoba práv LGBT+
Barkerová je transrodová žena a obhájkyně rozmanitosti LGBT+ a žen ve STEM. Spolupracuje se dvěma skupinami mládeže v Oxfordshire, Topaz a My Normal. Jménem organizace Stonewall vystupuje také na místních školách a pomáhala městské radě v Oxfordu vést iniciativu proti šikaně. V roce 2017 se objevila na plakátové kampani organizace Stonewall ke Dni viditelnosti transrodových lidí. Vedla také propagaci projektu Out in Oxford, který upozorňuje na LGBT+ artefakty v muzeích. Přednesla řadu přednášek o viditelnosti LGBT+ a diverzitě v STEM. V prosinci 2018 Barkerová vystoupila na TEDx s přednáškou "Proč musíme budovat důvěru, abychom vytvořili diverzitu v institucích". Vystoupila také v pořadu BBC Victoria Derbyshire a Sky News, kde hovořila o právech transrodových lidí.
Barkerová získala za svou obhajobu několik ocenění. V roce 2017 se stala 795. osobou, která obdržela cenu Points of Light za svou práci pro Out in Oxford její další dobrovolnickou činnost. Podle jejího přesvědčení jsou vzory nezbytné ve všech aspektech života. Její reprezentace v oblasti STEM byla klíčová pro další generace, které následovaly v jejích stopách.
V roce 2018 získala ocenění Staff Individual Champion/Role Model v rámci Vice-Chancellor's Diversity Awards Oxfordské univerzity.